# Copelatus carinatus
Copelatus carinatus är en skalbaggsart som beskrevs av Sharp 1882. Copelatus carinatus ingår i släktet Copelatus och familjen dykare. Inga underarter finns listade i Catalogue of Life.